# あわれ彼女は娼婦
『あわれ彼女は娼婦』（あわれかのじょはしょうふ、 'Tis Pity She's a Whore）は、英国ルネサンス期のイギリスの劇作家ジョン・フォード作による舞台作品である。1620年代に執筆され、コックピット座でヘンリエッタ王妃一座により、1629年から1633年の間に初演された可能性が高い。1633年に書籍商リチャード・コリンズが初版を発行しており、ニコラス・オークがクォート版で印刷した。フォードはこの芝居を初代ピーターバラ伯爵及びターヴィ男爵ジョン・モーダントに献呈している。イタリアのパルマを舞台に、愛ゆえに近親相姦という禁忌を犯してしまうジョヴァンニとアナベラ兄妹を中心に描かれる愛憎劇である。

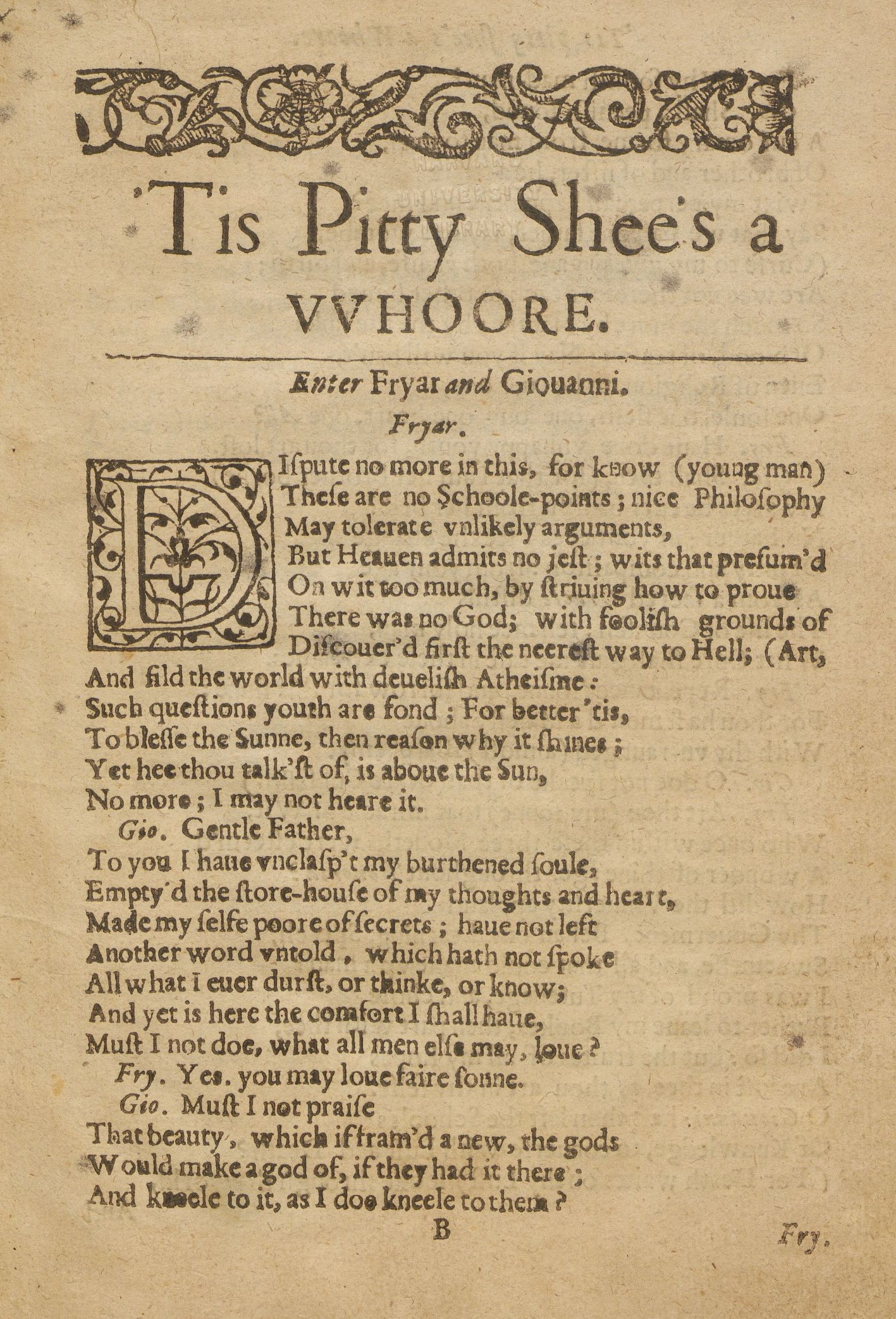
1633年版

## 登場人物
- 男性
  - ボナヴェンチュラ修道士 – 修道士で、ジョヴァンニの師[2]
  - 枢機卿 – ローマ教皇の特使
  - ソランゾ – 貴族、アナベラの求婚者でのちに夫
  - フローリオ – パルマの市民、アナベラとジョヴァンニの父
  - ドナード – パルマ市民でバーゲットのおじ
  - グリマルディ – ローマの紳士でアナベラの求婚者
  - ジョヴァンニ – フローリオの息子 (名前は四音節で発音する)[3][4]
  - バーゲット – ドナードの甥でアナベラの求婚者、のちにフィロティスに求婚し婚約
  - リチャーデット – ヒポリタの夫でフィロティスのおじ、医者に変装
  - ヴァスケス – ソランゾの忠実な召使
  - ポジオ – バーゲットの召使
  - 悪党たち – Outlaws, a criminal mob
  - 警吏たち
- 女性
  - アナベラ – フローリオの娘
  - ヒポリタ – リチャーデットの妻、ソランゾの前の愛人
  - フィロティス – リチャーデットの姪、のちにバーゲットの婚約者
  - プターナ – アナベラの養育係(名前はイタリア語で「娼婦」を意味する"puttana"に由来する[5]。

## あらすじ
パルマ市民フローリオの子で、血のつながった兄妹であるジョヴァンニとアナベラは激しい恋に落ち、近親相姦の罪を知りながら結ばれてしまう。美しい娘であるアナベラにはパルマの貴族ソランゾ、ローマの良家の息子グリマルディ、間抜けなバーゲットなどの求婚者が多数おり、フローリオはソランゾを贔屓にしているが、アナベラはジョヴァンニ以外の誰にも心を動かさない。ソランゾは求婚者の中では最も有力な候補であったが、実はアナベラに求婚する以前に人妻ヒポリタと不倫関係に陥り、ヒポリタの夫が行方不明になった後に心替わりして捨てたという過去があった。求婚者のうち、バーゲットはアナベラを諦め、医師リチャーデットの姪フィロティスと婚約するが、実はリチャーデットはヒポリタの死んだはずの夫が変装した姿であった。アナベラはジョヴァンニの子を妊娠し、多数の求婚者の中から体面のためソランゾを選んで結婚することにする。グリマルディはフィロティスのおじである医師リチャーデットにそそのかされて恋敵ソランゾを殺そうとするが、暗闇で間違ってバーゲットを殺害してしまう。バーゲットのおじドナートは公正な裁きを求めるが、グリマルディは枢機卿に匿われ、裁きを受けずに故郷に帰ることになる。
一方ヒポリタは心替わりしたソランゾを恨み、ソランゾの召使いヴァスケスと通じて復讐をしようとする。ところがヴァスケスはソランゾに忠実であった。ソランゾとアナベラの婚礼の席で、ヒポリタはソランゾを毒殺しようとするが、ヴァスケスの策略でヒポリタが毒入りの酒を飲んで死ぬことになる。ヒポリタはソランゾをアナベラの結婚を呪って死ぬ。アナベラとソランゾはすぐ不仲になり、ソランゾは不倫に気付いてアナベラのお腹の子の父親を明かすよう迫るが、アナベラは答えない。ヴァスケスが策略を弄し、アナベラの乳母プターナをおだてて子どもの父親がジョヴァンニであることをかぎつける。ソランゾは復讐を誓い、一族を招いた大きな祝宴を計画する。ジョヴァンニとアナベラは祝宴に不吉なものを嗅ぎつける。窮地に陥ったジョヴァンニは心中のような形でアナベラを殺し、その心臓を持って宴席に出てソランゾを殺す。ヴァスケスがジョヴァンニを殺し、ヴァスケスは追放処分となる。枢機卿がアナベラのことを‘Who could not say, ’Tis pity she‘s a whore?’「あわれ彼女は娼婦であった、と言えぬ者があろうか」(このwhore＝娼婦とは、この当時の英語では売春を職業とする女性ではなく、婚外性交渉を持った女性を指す)と言って芝居が終わる。

## 背景
フランスで兄妹で近親相姦を行ったとして1603年に処刑された、ラヴァレ家のジュリアンとマルグリットの実話をモデルにして制作された作品と言われている。

## 上演史
この芝居は王政復古期の初期に再演されており、サミュエル・ピープスは1661年にソールズベリ・コート座で上演を見ている。1894年にモーリス・メーテルリンクがフランス語に翻訳し、『アナベラ』(Annabella)というタイトルでテアトル・ド・ルーヴルで上演された。
この芝居は、1923年にオリジナル・シャフツベリ・シアターにてフェニックス協会が上演するまで、イギリスでは見ることができなかったが、それ以降アーツ・シアター・クラブが1934年に上演し、さらにドナルド・ウルフィットが二度にわたりケンブリッジで1940年に、ストランド座で1941年に上演している。

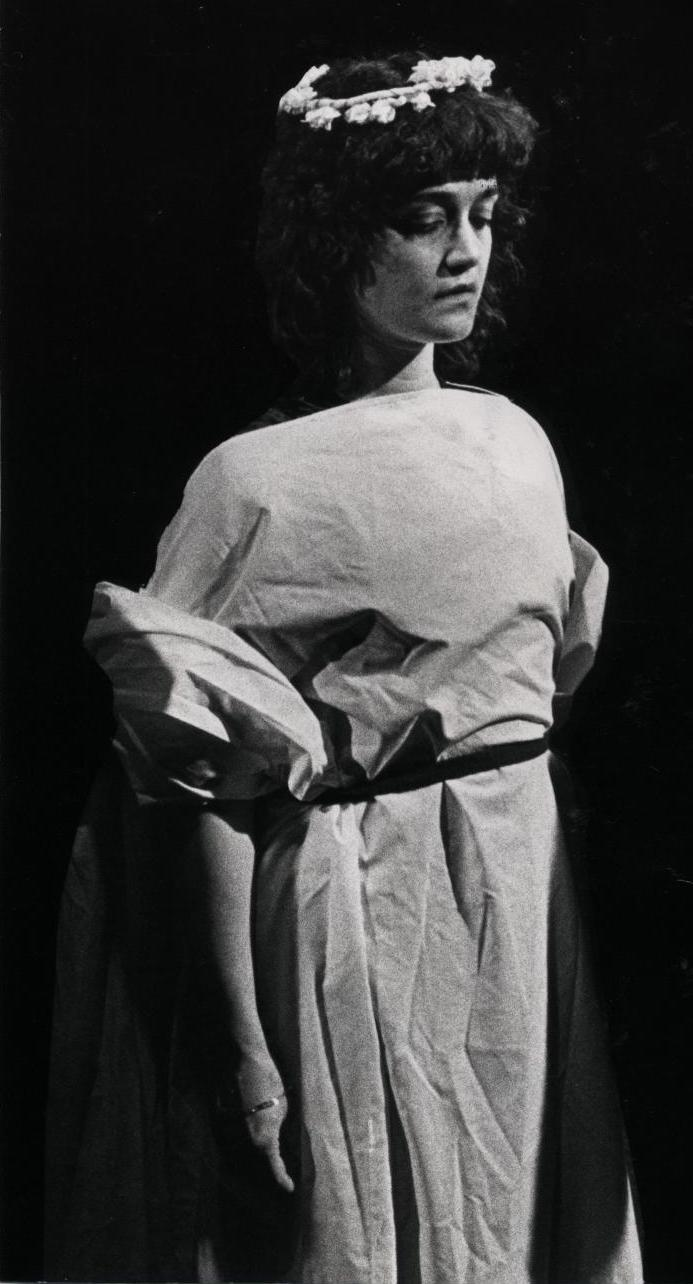
アナベラに扮するアンジェリク・ロカス

1980年にデクラン・ドネランがアンジェリク・ロカスに委託されてシアター・スペースのニュー・シアター及びロンドンのハーフムーン・シアターで現代の衣装による上演を演出した。2011年にはドネランはフランスのソーにあるレ・ジェモー座、ロンドンのバービカン・センター、シドニー・フェスティバルで新しいプロダクションを上演した。
マイケル・ロングハーストは2014年、グローブ座の一部であるサム・ワナメイカー・プレイハウスにて、当時の衣装とジャコビアン時代の楽器、ロウソクの照明を用いてこの芝居を演出した。

### 日本語での上演
日本語では1970年に文学座にて日本初演が行われた後、1993年にはデヴィッド・ルヴォー演出によるシアター・プロジェクト・トウキョウ (TPT) 公演が行われ、豊川悦司が主演した。2006年には蜷川幸雄演出、三上博史・深津絵里主演で、2008年には田中壮太郎・名塚佳織主演で、2016年6月には栗山民也演出、浦井健治・蒼井優主演で新国立劇場にて上演が行われた。

## 受容

### 19世紀頃まで
この芝居は近親相姦を主題として扱っているため、英文学においても最も賛否両論が激しい作品のひとつとなった。1831年のフォードの戯曲集からは完全に除かれていた。タイトルもしばしばもう少し婉曲な『ジョヴァンニとアナベラ』(Giovanni and Annabella)、『あわれなことよ』('Tis Pity)、『兄と妹』(The Brother and Sister)などに変えられた。20世紀に入ってしばらくたつまでは、批評家はこの芝居を厳しく非難することが多かった。「フォードは悪行を強調するのではなく、ジョヴァンニを破滅に向かう激烈な情熱に負けた才能豊かで徳があり、高貴な人物として描いて」おり、著者が主人公を断罪していなかったため、この主題は批評家の気に障るものだった。

### 20世紀以降
20世紀半ば以降、研究者や批評家はこの作品の複雑さと曖昧さに関してよりおおらかに理解を示し、評価するようになった。しかしながら2014年の上演劇評を『ガーディアン』に執筆したマイケル・ビリントンの言葉を借りると、フォードが「近親相姦を許すのでも断罪するのでもなく、単に止めることのできない力として提示している」がゆえに、この主題は「不安になるような」 ところがある。

## 翻案
- Dommage qu'elle soit une p... (1961) - ルキノ・ヴィスコンティ演出によるフランス語の翻案で、ロミー・シュナイダーがアナベラ役、アラン・ドロンがジョヴァンニ役でテアトル・ド・パリで上演された。
- Syskonbädd 1782 (1966) - ヴィルゴット・シューマン監督による映画化で、大きく変更を加えて翻案してある。ビビ・アンデショーンとペル・オスカーソンが主演した。
- 『さらば美しき人』(Addio fratello crudele) (1971) - ジュゼッペ・パトローニ・グリッフィ監督によるイタリア語の映画化で、シャーロット・ランプリングとオリヴァー・トビアスが主演した。
- BBC Twoがローランド・ジョフィ監督による同名のテレビ化作品を1980年5月7日に放送した[17]。ケネス・クラナムがジョヴァンニ役、シェリー・ルンギがアナベラ役で、舞台美術については18世紀イングランドに移す一方、テクストはもとの戯曲を編集なしで使用した。

## 影響
ピーター・グリーナウェイは1989年の映画『コックと泥棒、その妻と愛人』について、この芝居が主な着想のもとになったと述べている。
ほぼ同名の楽曲"'Tis a Pity She Was a Whore"が、デヴィッド・ボウイの最後のスタジオアルバム『ブラックスター』(2016)に入っている。

## 日本語訳
- 「あわれ彼女は娼婦」小田島雄志訳『世界文学大系 第89 (古典劇集 第2)』筑摩書房 1963
- 『エリザベス朝演劇集 5 あわれ彼女は娼婦・心破れて』小田島雄志訳 白水社 1995